# Eschivat IV de Chabanais
Eschivat IV de Chabanais, mort en 1283, fut comte de Bigorre de 1255 à 1283 et comte d'Armagnac et de Fezensac de 1255 à 1256. Il était fils de Jourdain, seigneur de Chabanais, et d'Alix de Montfort, comtesse de Bigorre.

## Biographie
Il se marie à Mascarose II, comtesse d'Armagnac et de Fézensac, mais ces comtés étaient toujours revendiqués par Géraud, vicomte de Fézensaguet et la guerre continua. La mort sans enfant de Mascarose l'année suivante mit fin au conflit, car son héritier était ce même Géraud, qui devint Géraud VI, comte d'Armagnac.
Il succéda à sa mère en 1255 en Bigorre, mais il doit y faire face à un nouveau conflit. À la fin de sa vie, la comtesse Pétronille de Bigorre, sa grand-mère, s’était retirée du gouvernement de la Bigorre et l’avait confié à son beau-frère Simon V de Montfort, comte de Leicester et gouverneur de Guyenne pour le roi Henri III d'Angleterre. Simon avait interprété cet acte comme une donation et avait été combattu par l’héritière du comté, Alix de Montfort aidée par sa demi-sœur, Mathe de Matha, mariée à Gaston VII, vicomte de Béarn. Pour éviter que la Guyenne et la Gascogne ne soient embrasées par une révolte, Henri III avait rappelé Simon de Montfort et nommé Jean de Grailly à sa place. 
Eschivat avait succédé à sa mère sans rencontrer de contestation, mais il commit l’erreur de vouloir conserver des terres que Mathe possédait en Bigorre. Gaston envahit alors ce comté, et Eschivat dut, pour se défendre, demander l’assistance du prince Édouard d’Angleterre et rechercher l’alliance du comte Roger IV de Foix dont il épousa la fille Inès (1256).
Mais en 1258, la guerre reprit dans la région et Eschivat accepta de remettre provisoirement le comté de Bigorre à Simon de Montfort, le temps de mettre fin au conflit. Ce faisant, il commit la même erreur que son aïeule, car Simon refusa ensuite de restituer le comté. Peu après, Simon de Montfort se révolta contre le roi Henri III, et Eschivat, aidé de Gaston VII, put reconquérir la Bigorre.
Après sa mort, sa tante Mathe et sa sœur Laure se disputèrent le comté de Bigorre.